# سهم الماء الجنوبي
سهمية جنوبية[بحاجة لمصدر] (الاسم العلمي:Sagittaria australis) هي نوع من النباتات يتبع جنس السهمية من الفصيلة المزمارية.